# USS Lafayette (SSBN-616)
USS Lafayette (SSBN-616) – amerykański atomowy okręt podwodny typu Lafayette wchodzący w skład strategicznego systemu rakietowego polaris-poseidon.

## Historia
Pierwszym okrętem typu Lafayette, które mogły przewozić rakiety balistyczne był okręt oznaczony jako USS „Lafayette” (SSBN-616), który otrzymał nazwę w hołdzie bohatera Francji i Stanów Zjednoczonych markiza de la Fayette (trzeci z kolei okręt US Navy o tej nazwie).
Pod okręt stępkę położono w dniu 17 stycznia 1961 roku w stoczni Electric Division Boat of  General Dynamics w Groton Connecticut. Zwodowany został 8 maja 1962 roku, a matką chrzestną okrętu została Jacqueline Kennedy – żona prezydenta John F. Kennedy. W dniu 23 kwietnia 1963 roku został wcielony do floty.
Po wcieleniu w skład floty i przeszkoleniu załóg rozpoczął służbę patrolową na Oceanie Atlantyckim. Po wykonaniu 16 patroli bojowych od września 1964 do grudnia 1968 przeszedł gruntowny remont w stoczni w Groton. W styczniu 1969 roku podjął ponownie służbę patrolową na Oceanie Atlantyckim, wykonując to zadanie do czasu wycofania ze służby.
W dniu 1 marca 1991 roku USS „Lafayette” został wycofany ze służby, a w dniu 12 sierpnia 1991 został skreślony z listy floty, a następnie skierowany do stoczni w Bremerton (Waszyngton), gdzie został rozebrany a prace te zakończono 25 lutego 1992 roku.